# 西林寺 (西脇市)
西林寺（さいりんじ）は兵庫県西脇市にある高野山真言宗の仏教寺院。山号は栢谷山（かやだにさん）。
別名あじさい寺といい、あじさい数万本が植生する「都麻乃郷（つまのさと）あじさい園」を有する。
白雉2年（651年）、法道による開創と伝わる。
平安時代中期に源信（恵心僧都）により中興された。江戸時代初期（1665年）に播磨西国三十三箇所第20番霊場に選ばれる。

## 仏像
- 十一面観世音菩薩（本尊） - 県指定重要文化財、平安時代中期作。四臂（四本の手）を持つ[1]。1967年3月31日指定[2]。
- 不動明王（脇仏）
- 毘沙門天（脇仏）

## 伽藍

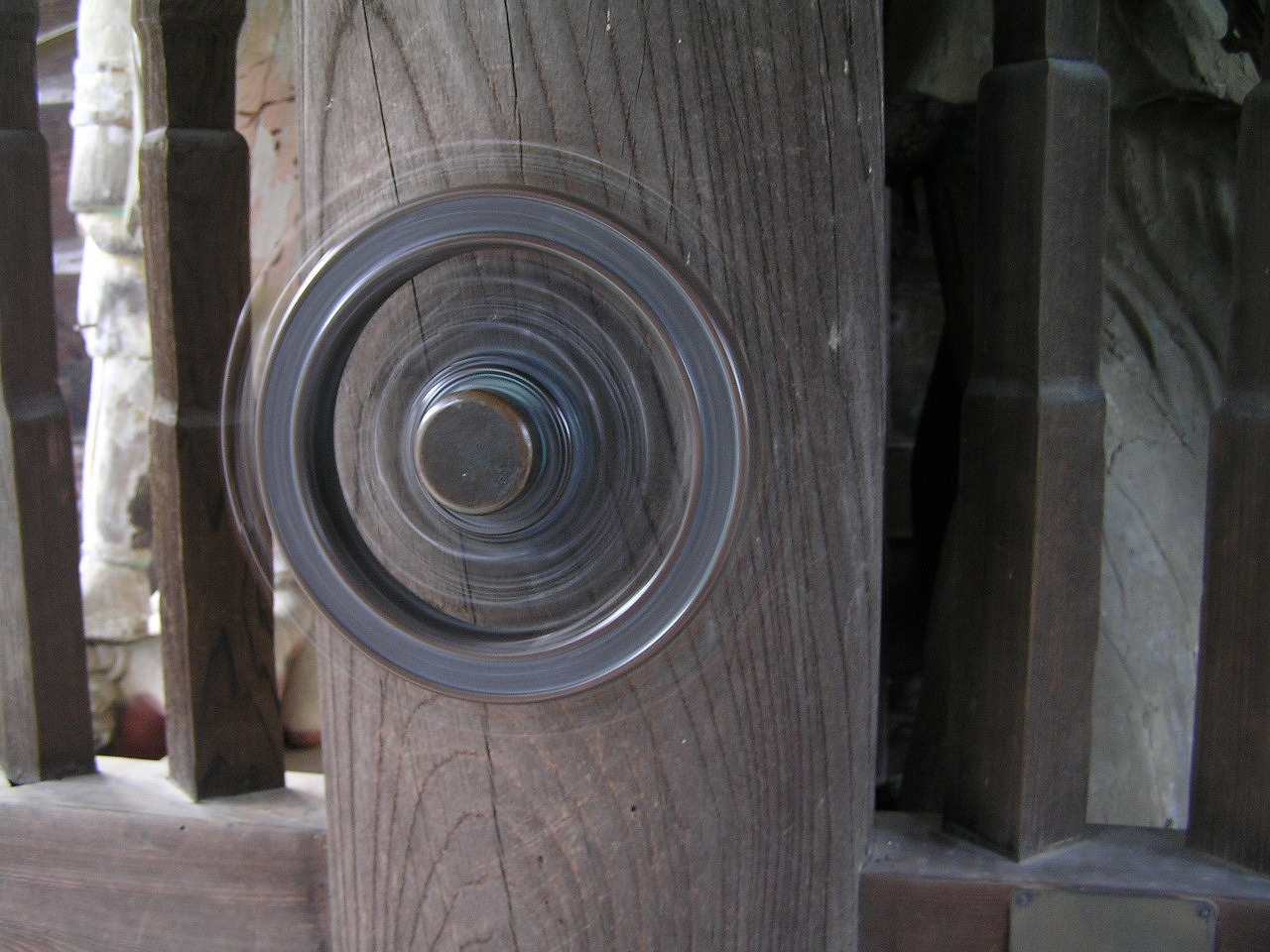
回る法輪（山門）

- 本堂 - 江戸時代文化年間 (1804年～1818年) の再建、方形造、桟唐戸、外陣に藤田石崖の格天井画が残る。
- 庚申堂
- 鎮守戎神社
- 十三重の石塔 - 江戸時代中期造立
- 西脇聖天堂
- 仁王門 - 江戸時代以前建立、仁王像二体と増長天・持国天の二天王を安置
- ケンケンさん - 飢饉や流行り病で子供が次々と亡くなるのを救おうと、自ら生き仏として入滅したケンケン塚[3] 。
- 笹倉忠兵衛顕彰碑 - 洪水により決壊した井堰の修復工事に尽力した庄屋忠左衛門の顕彰碑[3]。
- 唐子つばき - 県指定天然記念物、推定樹齢約200年。1981年3月24日指定[2]。

## 都麻乃郷あじさい園

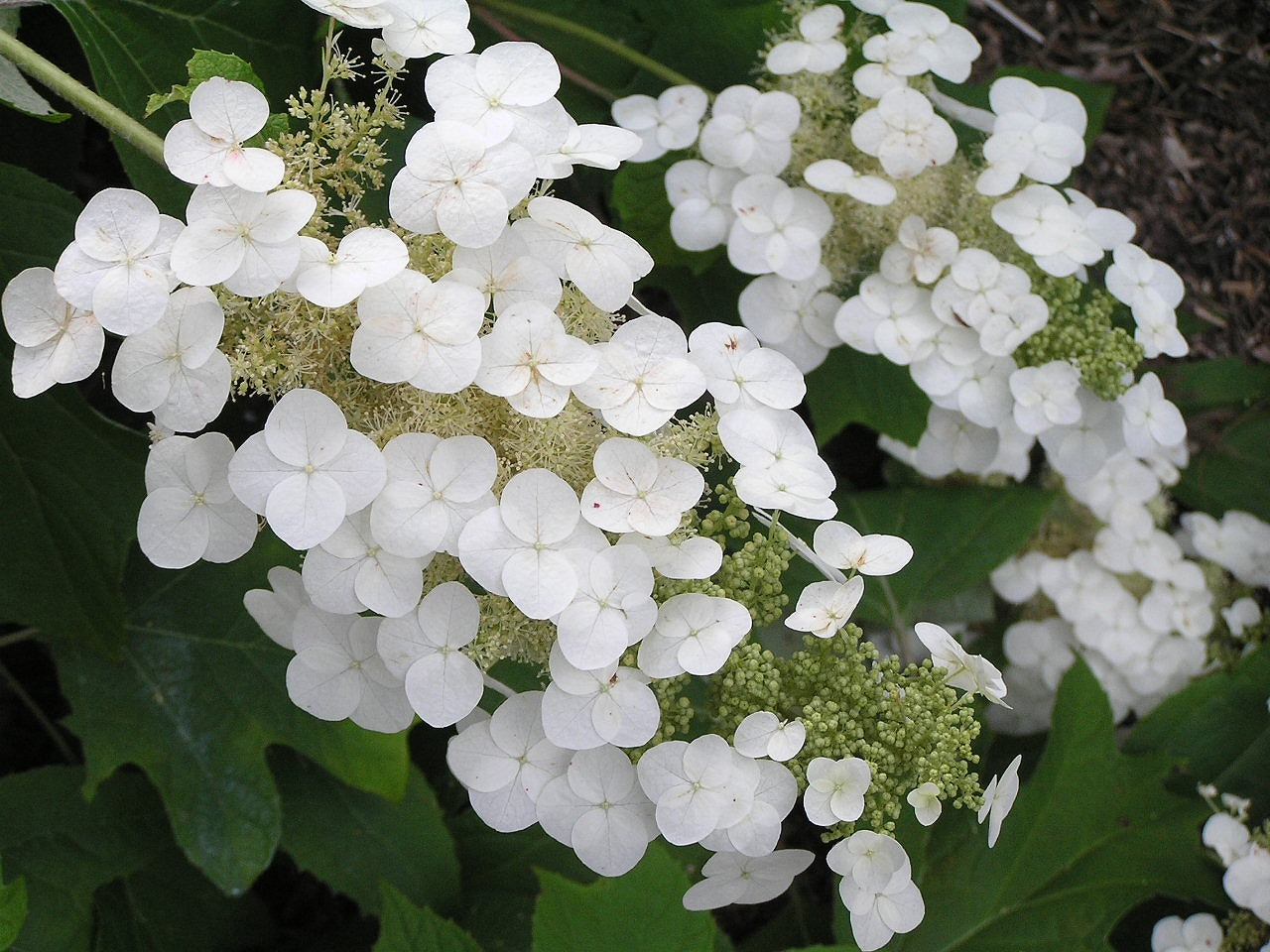
珍しいカシワバアジサイ

西林寺伽藍に隣接しており、広さ約1万2千m2の敷地に約100種類、数万本のアジサイが植生する。
毎年6月にあじさい祭りが開催される。

## 所在地
兵庫県西脇市坂本455

## 交通アクセス
- JR加古川線 日本へそ公園駅 徒歩約30分